# Csendes Don (regény)
A Csendes Don (oroszul: Тихий Дон) Mihail Alekszandrovics Solohov irodalmi Nobel-díjjal jutalmazott nagyregénye, amely egy doni kozák közösség és a főszereplő, Grigoríj Meljehov sorsát kíséri végig az első világháború és az oroszországi polgárháború során.
A négykötetes művet Solohov 1926 és 1940 között írta, és 1965-ben nyerte el érte a Nobel-díjat. Ez a XX. századi orosz irodalom egyik legjelentősebb alkotása.
A monumentális regényciklus a 20. század „Háború és békéje”.

## Viták a szerző személye körül
Már a második kötet megjelenése után vitát váltott ki a mű szerzősége. Sokan kétségbe vonták, hogy a kevéssé képzett, mindössze négy osztályt végzett Solohov képes lett volna egy ilyen formátumú, az orosz regényírás legnagyobbjaihoz fogható terjedelmű és minőségű művet megírni. További gyanakvásra adott okot, hogy míg Solohov alapvetően a kommunista szovjet-rendszer szimpatizánsa volt, regényének hőse, Meljehov folyamatosan őrlődik a fehérek és a vörösök között, és a regény folyamán javarészt a fehérek oldalán küzd. Az eredeti kézirat 1999-es előkerülése megerősíteni látszik Solohov szerzőségét.
Solohov a Csendes Dont húszévesen, 1925-ben kezdte el írni, és 1928-ban jelent meg az első két kötet. A könyvet már a harmincas években sok nyelvre lefordították. A plágium vádja már 1929-ben felmerült. E szerint a mű valódi szerzője Fjodor Krjukov fehérgárdista tiszt lett volna, akinél annak idején megtaláltak egy kéziratot. 2000-ben, Solohov születésének 95. évfordulóján aztán bemutatták az elveszettnek hitt, grafológusok által igazoltan eredeti kéziratot.

## Megjelenés más művészetekben

### Filmfeldolgozások
- Тихий Дон, 1930, r.: Ivan Pravov, Olga Preobrazsenszkaja, Mihail Provor
- Тихий Дон, 1958, r.: Szergej Geraszimov
- Quiet Flows the Don, 2006, r.: Szergej Bondarcsuk [3]
- Тихий Дон, 2016 (14 részes tv-sorozat), r.: Szergej Urszuljak

## Magyar fordítások
- Michail Solochov: A csendes Don. Regény, 1-2.; ford. Szurán Renée, Benamy Sándor; Epocha, Budapest, 1935–1936[4]
- Michail Solochow: A csendes Don, 1-5.; Cserépfalvi, Budapest, 1941–1945
  - 1. köt. ford. Szurán Renée; 1941
  - 2. köt. ford. Benamy Sándor; 1941
  - 3. köt. A kozákok lázadása; ford. Benamy Sándor; 1942
  - 4. köt. ford. Kovai Lőrinc; 1942
  - 5. köt. ford. Kovai Lőrinc; 1945
- Csendes Don, 1-2.; ford. Makai Imre; Szikra, Budapest, 1949
- Csendes Don, 1-2.; ford. Makai Imre, versford. Lator László, ill. Szántó Pál; 2., átdolg. kiad.; Szlovákiai Szépirodalmi, Bratislava, 1956 (Szovjet írók válogatott művei)